# (6157) Prey
(6157) Prey ist ein Asteroid des Hauptgürtels, der am 9. September 1991 von den deutschen Astronomen Lutz D. Schmadel und F. Börngen an der Thüringer Landessternwarte Tautenburg (IAU-Code 033)  im Tautenburger Wald in Thüringen entdeckt wurde.
Der Himmelskörper wurde am 11. Februar 1998 nach dem böhmisch-österreichischen Astronomen und Geodäten Adalbert Prey (1873–1949) benannt, der Professor für Astronomie an den Universitäten von Innsbruck und Prag war und zwischen 1922 und 1950 Lehrbücher über Sphärische Astronomie und eine Einführung in die Geophysik verfasste.